# William Rarità
William Rarità (21 mars 1907 – 8 juillet 1999) est un physicien théorique qui a principalement travaillé sur la physique nucléaire, la physique des particules et la mécanique quantique relativiste.
Il est connu pour la formulation de l'équation de Rarita-Schwinger.

## Biographie
Rarita a enseigné la physique au Brooklyn College pendant 32 ans avant de devenir chercheur invité au Laboratoire national Lawrence-Berkeley. Il prend sa retraite en 1996. En plus de son travail avec Julian Schwinger, Rarita a aussi collaboré avec Herman Feshbach (en).